# Rečka
Rečka (cyr. Речка) – wieś w Serbii, w okręgu borskim, w gminie Negotin. W 2011 roku liczyła 353 mieszkańców.